# Urospermum
Urospermum es un género de plantas con flores herbácea perteneciente a la familia  Asteraceae. Comprende 8 especies descritas y de estas, solo 2  aceptadas.

## Taxonomía
El género fue creado y descrito por Giovanni Antonio Scopoli y publicado en Introductio ad Historiam Naturalem..., p. 122, 1777.
La especie tipo es el entonces Tragopogon picroides L., 1753.

## Especies
- Urospermum picroides (L.) Scop. ex F.W.Schmidt, 1795
- Urospermum dalechampii (L.) Scop. ex F.W.Schmidt, 1795[1]